# Junior (émission de télévision)
Pour les articles homonymes, voir Junior.
Junior était une émission de télévision pour la jeunesse luxembourgeoise présentée par Charlotte Gomez et le clown Toc-Toc (Thierry Hacoun), puis par Charlotte Gomez et Carole Ruhland, et diffusée chaque mercredi après-midi sur RTL TV du 1er septembre 1993  au 23 janvier 1995, puis sur RTL9 jusqu'au 10 décembre 1997.
Junior avait aussi sa version estivale, Junior en vacances, où Carole Ruhland et Thierry Hacoun étaient aux commandes de l'émission pendant tout l'été. En direct des studios de l'Arc en Ciel à Metz, les deux jeunes animateurs recevaient chaque jour de 11h à 13h30 sur leur plateau en plein air deux équipes de juniors qui « s'affrontaient » lors de jeux aquatiques.

## Historique
Junior est créé en septembre 1993 lors du changement d'habillage de RTL TV, qui voit l'arrivée de nouvelles émissions.
Les deux premières saisons de l'émission sont réalisées en plateau à Metz, dans les studios de la chaîne au 3 allée Saint-Symphorien. Entourés d'enfants, Charlotte Gomez et le clown Toc-Toc rejoints ensuite par Carole Ruhland proposent des jeux, des activités ludiques et lancent les dessins animés.
Dès la rentrée de septembre 1995, à la suite de l'installation des équipes et des studios de RTL9 au CNIT de Paris-La Défense, l'émission quitte la Lorraine pour la capitale et est présentée chaque mercredi matin de 11h à 13h30 par Charlotte Gomez en direct du parc d'attraction EuroDisney de Marne-la-Vallée. Le partenariat avec le parc Disneyland Paris avait d'ailleurs commencé par l'enregistrement de plusieurs émissions spéciales animées par Carole Ruhland et Charlotte Gomez, notamment lors du lancement de l'attraction Space Mountain. La CLT et la Walt Disney Company étant partenaires, l'émission permettait à la fois de faire la promotion du parc en faisant découvrir ses décors et ses attractions, et la réalisation d'une émission pour la jeunesse dans un décor féerique à moindre coût pour la chaîne. 
L'émission s'est arrêtée le 10 décembre 1997, lorsque tout le personnel de la chaîne a été licencié.

## Principe de l'émission
L'émission proposait des jeux, des activités ludiques et des dessins animés. 

### Dessins animés
- Goldorak (1996)
- Pollyanna (1996)
- Les maîtres de l'univers
- She-ra Princesse du pouvoir
- Les mondes engloutis
- Les Aventures de Tintin
- Les Tortues Ninja

### Rubriques
- "Multimédia": chronique créée et animée par Pascal Minguet de 1996 à 1997

#### Vidéos
- Bande annonce pour l'émission Junior présentée par Charlotte Gomez et Toctoc le clown en 1997, CLT/RTL9 sur Dailymotion.com.